# Erika Mercado
Erika Andreina Mercado Chávez (Esmeraldas, 27 de febrero de 1992) es una jugadora de voleibol ecuatoriana nacionalizada argentina que juega como opuesta. Actualmente juega en AO Thiras de la liga de Grecia.

## Carrera deportiva
En 2008 llegó a Argentina donde jugó en Gimnasia y Esgrima de La Plata y luego en San Lorenzo.
En 2016 fue transferida a AO Markopoulo de la primera categoría de Grecia y luego a la Bundesliga alemana.
Es parte de la selección nacional de Argentina. Compitió en los Juegos Olímpicos de Tokio 2020.
Se convirtió en la goleadora de la Selección Nacional en los Juegos con 59 puntos.